# Podolský most

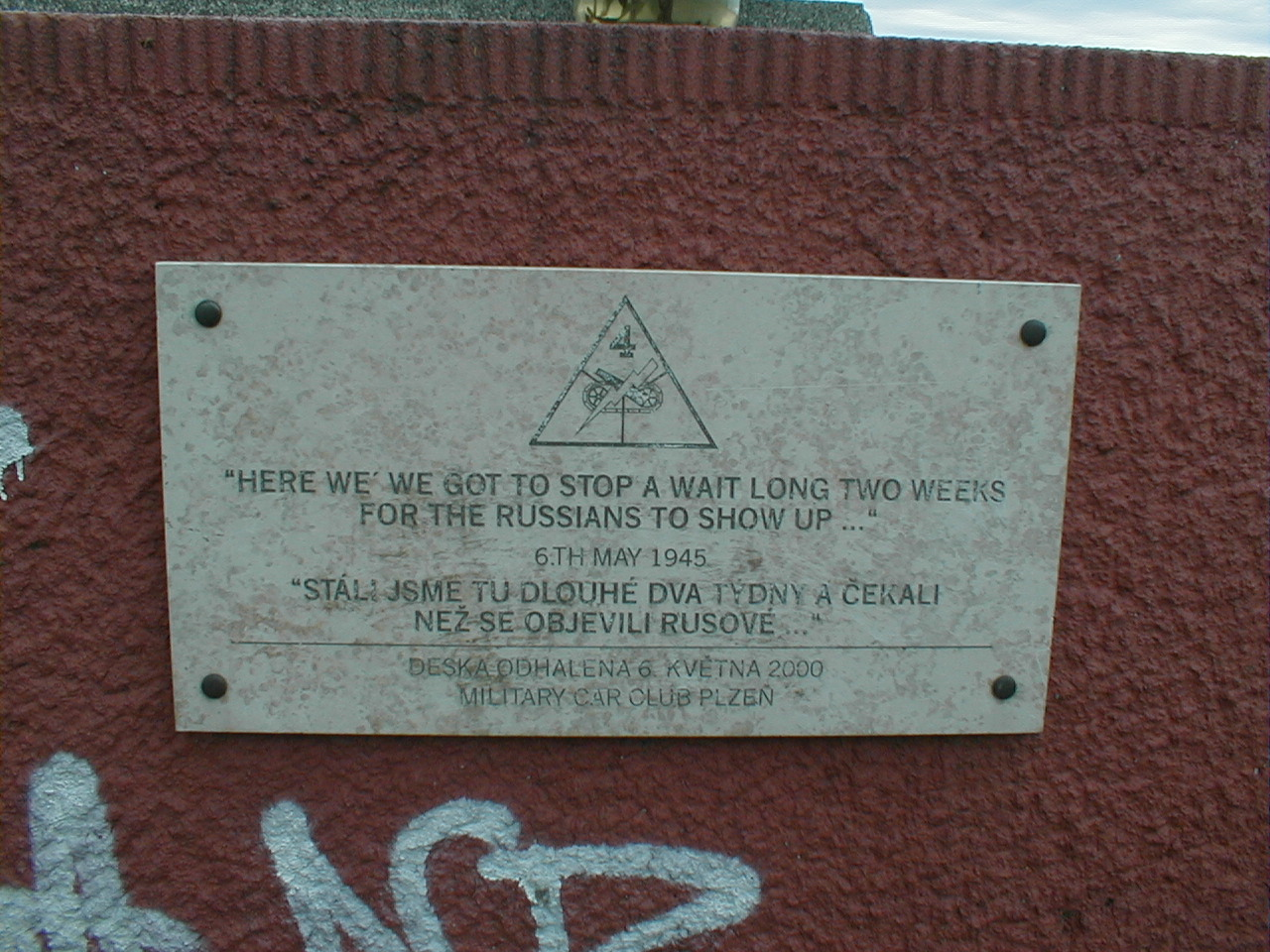
Pamětní deska na mostě Podolsko

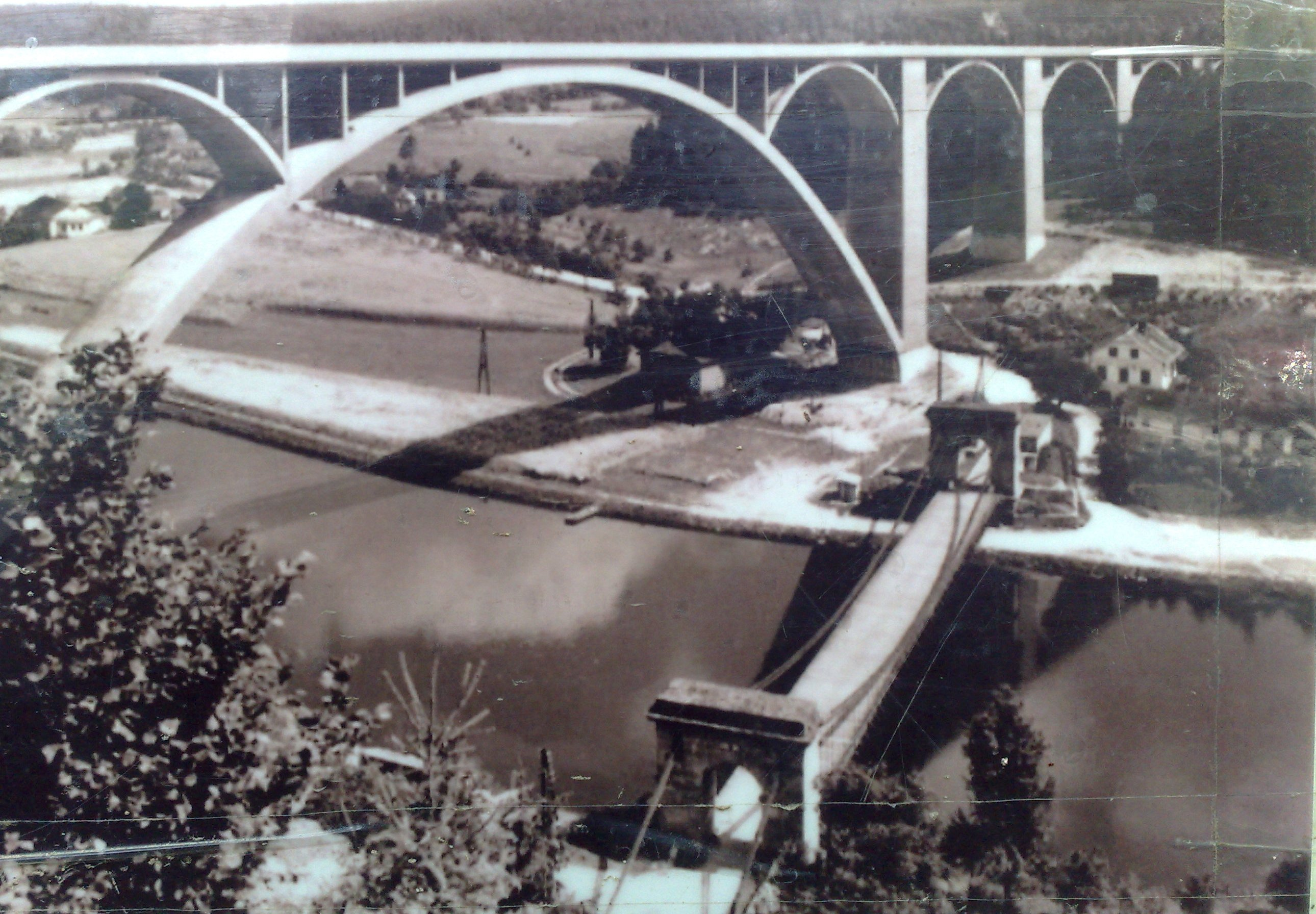
Podolský most se starým řetězovým mostem.

Podolský most kompletní (složeno z více fotografií)

Podolský most (dříve most Klementa Gottwalda) je železobetonový silniční most přes řeku Vltavu v okresu Písek, v jižních Čechách. Je součástí silnice spojující Tábor a Písek a leží mezi obcemi Podolí I a Temešvár.

## Historie a charakteristika mostu
Most byl postaven mezi lety 1939 a 1943, aby nahradil starý řetězový most z roku 1848. Tento most byl v roce 1960 v souvislosti s výstavbou Orlické přehrady rozebrán a přemístěn na řeku Lužnici, k vesnici Stádlec, a je známý jako Stádlecký most.
Návrh mostu byl ve 30. letech 20. století oceněn na architektonické výstavě v Paříži, kde v roce 1937 získal Zlatou medaili a byl nazván Le beau pont de l´Europe (Krásný most Evropy). Další ocenění získal v roce 1939 na výstavě v belgickém Lutychu. Projekt mostu připravili V. Janák, J. Brebera a L. Pacholík ve spolupráci s Ing. J. Blažkem.
Za druhé světové války byl most důležitou dopravní spojnicí. Oba břehy Vltavy navíc v roce 1945 tvořily demarkační linii mezi americkou částí okupovaného Československa a sovětskou částí okupovaného Československa. V dubnu a květnu 1945 sloužil most jako ústupová cesta části německých jednotek do amerického zajetí. Vojáci americké 3. armády zde v květnu 1945 čekali dva týdny na příjezd sovětských vojsk (v roce 2000 zde byla k této události odhalena pamětní deska).
Krátce po osvobození se Podolský most stal svědkem zločinů proti lidskosti. Na pravém břehu byli internováni němečtí vojáci Luftwaffe se svými rodinami. Ženy a dívky zde byly ruskými vojáky zneužívány, mnoho z nich zde raději spáchalo sebevraždu, včetně jejich mužů a otců. Tři ruští vojáci pak byli za tyto činy druhý den na místě bez soudu popraveni. V roce 2011 byla část obětí exhumována německou vládní organizací Volksbund Deutsche Kriegsgräberfürsorge e.V.

## Technické údaje
Most je dlouhý 510 m a tvoří ho několik oblouků, z nichž ten největší má rozpon 150 m a krajní 36,65 m. Na pravém vltavském břehu je 6 polí, na levém jen dvě. Šířka mostu je pouhých 8,5 m (6,5 m vozovka a 1+1 m tvoří chodníky). Vozovka leží ve výšce 55-65 m nad dnem řeky a minimálně 39 m nad hladinou. Šířka klenby ve vrcholu oblouků je 7,5 metru, v patkách 9,5 metru, vzepětí klenby hl. oblouku je 41,8 metru, jeho tloušťka je 2,0 m. Hlavní klenba nese další dvě menší, polokruhové klenby stejné šířky - 7,5 metru, tlusté 0,75 m. Vzepětí osmi menších kleneb je 9,8 metru. Na stavbu mostu bylo spotřebováno 1 200 tun ocelové výztuže, 6 920 tun cementu a 6 300 m³ dřeva. Zpracováno bylo celkem 20 900 tun betonu. Most postavila za tehdejších 26 milionů korun firma Ing. B. Hlava. 